# II Sonata fortepianowa (Chopin)
Sonata fortepianowa b-moll op. 35 – czteroczęściowa sonata na fortepian solo Fryderyka Chopina, skomponowana w 1839 w Nohant, w posiadłości George Sand. Jest to jego druga sonata. Całość trwa od 20 do 25 minut. Fryderyk Chopin w swoim całym życiu napisał tylko trzy inne sonaty: Sonatę fortepianową c-moll op. 4, Sonatę fortepianową h-moll op. 58, i Sonatę wiolonczelową g-moll op. 65.
1. Grave; Doppio movimento
2. Scherzo
3. Marche funèbre: Lento
4. Finale: Presto

Witold Lutosławski powiedział o I części utworu:

Pierwsza część Sonaty b-moll jest dla mnie potęgą – jak rzeźba w skale. To się daje porównać chyba tylko z pierwszą częścią V Symfonii Beethovena. Ten fragment dzieła Chopina jest – w moim przekonaniu – równy najwyższym wzlotom, jakie osiągnęli tacy kompozytorzy jak Beethoven.

## Marsz żałobny
Marsz żałobny z III części Sonaty jest jednym z najbardziej znanych dzieł kompozytora. Powstał w 1837. Jest wykonywany na pogrzebach na całym świecie (wykonano go także na pogrzebie Chopina 30 października 1849).